# Río Orlina
El río Orlina es un curso de agua del noreste de la península ibérica, afluente del Llobregat de Ampurdán. Discurre por la provincia española de Gerona.

## Descripción
Discurre por la provincia de Gerona. El río, corto y de escaso caudal, nace en el término municipal de Rabós y termina por desembocar en el Llobregat de Ampurdán a la altura de la localidad de Perelada. Aparece descrito en el decimosegundo volumen del Diccionario geográfico-estadístico-histórico de España y sus posesiones de Ultramar de Pascual Madoz de la siguiente manera:

ORLINA: r. en la prov. de Gerona, part. jud. de Figueras: tiene su orígen al pie de la montaña de Recasens, inmediato al E. de San Clemente de Sasebas: su curso es muy corto, y reune sus aguas con las del Llobregat, al pie de la v. de Perelada, despues de haber regado una gran parte de la huerta; es de poco caudal, y en el verano queda seco; cria anguilas, y no tiene barca ni puente alguno.
(Madoz, 1849, p. 366)

Las aguas del río, perteneciente a la cuenca hidrográfica del río Muga, terminan vertidas en el mar Mediterráneo.